# Никольское сельское поселение (Тюкалинский район)
Никольское се́льское поселе́ние — муниципальное образование в Тюкалинском районе Омской области Российской Федерации.
Административный центр — село Никольское.

## История
Статус и границы сельского поселения установлены Законом Омской области от 30 июля 2004 года № 548-ОЗ «О границах и статусе муниципальных образований Омской области».

## Население
| 2010 | 2011 | 2012 | 2013 | 2014 | 2015 | 2016 |
| ---- | ---- | ---- | ---- | ---- | ---- | ---- |
| 629  | ↘627 | ↘625 | ↘611 | ↘591 | ↘572 | ↘557 |
| 2017 | 2018 | 2019 | 2020 | 2021 | 2023 |      |
| ↘539 | ↘526 | ↘508 | ↘498 | ↘367 | ↘356 |      |

## Состав сельского поселения
| № | Населённый пункт | Тип населённого пункта       | Население |
| - | ---------------- | ---------------------------- | --------- |
| 1 | Богородск        | деревня                      | ↘32       |
| 2 | Ильинка          | деревня                      | ↘106      |
| 3 | Никольское       | село, административный центр | ↘458      |
| 4 | Токарево         | деревня                      | ↘33       |